# International Health Terminology Standards Development Organisation
De International Health Terminology Standards Development Organisation  (IHTSDO) is een internationale non-profitorganisatie voor het ontwikkelen van standaarden in de zorg. De missie is het ontwikkelen, onderhouden, promoten en leveren van medische terminologie producten om zo de gezondheid wereldwijd te verbeteren. De IHTSDO promoot specifiek SNOMED CT voor veilige, precieze en efficiënte uitwisseling van medische en zorg gerelateerde informatie.

## Governance
De IHTSDO is gevestigd in Denemarken en valt als associatie onder de Deense wetgeving. De organisatie is in 2007 opgericht door negen oprichtingslanden in 2007. Op dit moment (september 2013) zijn 24 landen lid van de IHTSDO (Australië, België, Brunei, Canada, Denemarken, Engeland, Estland, Hong Kong, IJsland, Israël, Litouwen, Maleisië, Malta, Nederland, Nieuw-Zeeland, Polen, Singapore, Slovenië, Slowakije, Spanje, Tsjechië, Uruguay, Verenigde Staten en Zweden).

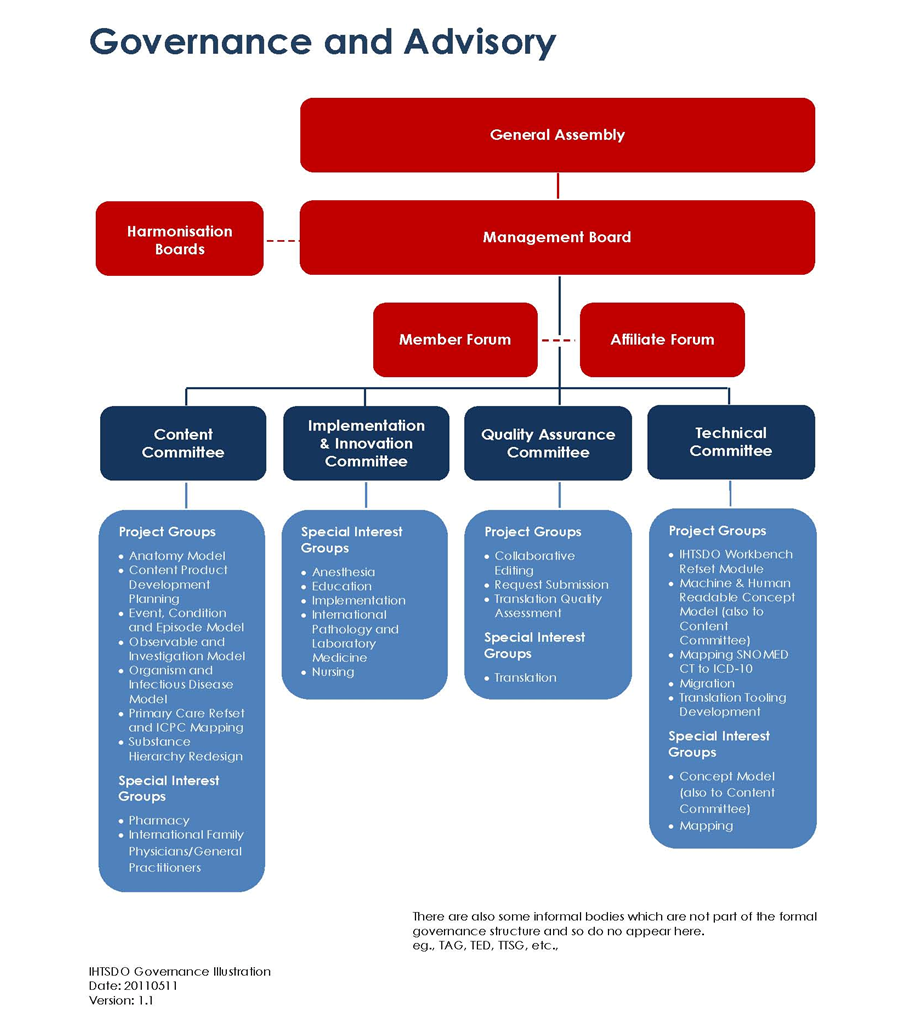
De IHTSDO bestuursstructuur

Deze landen financieren het instituut grotendeels; ze vormen de General Assembly en nomineren leden voor het Management Board. Landen die lid zijn verplichten zichzelf de terminologieën te verspreiden op landelijk niveau, inclusief het maken van lokale vertalingen, uitbreidingen en mappings, alsmede het bijdragen aan de basiskennis rondom het gebruik en de toepassing.
Een agentschap van een nationale overheid of andere instanties (zoals bedrijven of regionale overheidsinstanties) die worden ondersteund door een passende nationale overheidsinstantie kunnen lid worden van de IHTSDO. De IHTSDO staat open voor nieuwe leden.
De IHTSDO General Assembly (GA) is het hoogste orgaan van de associatie en bestaat uit vertegenwoordigers van alle landen die lid zijn, elk met gelijke afvaardiging. De GA wordt gezamenlijk belast om er zeker van te zijn dat doel, richting en beginselen van de vereniging worden nagestreefd en de belangen van de IHTSDO worden gewaarborgd.
Regels voor het beheer van de IHTSDO en SNOMED CT zijn opgenomen in de IHTSDO statuten. De GA benoemt het Management Board (MB). Het MB heeft de verantwoordelijkheid voor het beheer en leiding van de IHTSDO en de plicht om te zorgen dat de belangen van de IHTSDO worden gewaarborgd. Het beheer van IHTSDO, evenals de professionele leiding, ontwikkeling en het onderhoud van inhoud, technische zaken, kwaliteitsborging en implementatie is momenteel in handen van een algemeen directeur (CEO), een Chief Terminologist, een Chief Technical Architect, een Chief Quality Officer, en een Chief Implementation and Innovation Officer.
Vier vaste commissies adviseren het MB: Content Committee, Technical Committee, Quality Assurance Committee en de Implementation & Innovation Committee. Daarnaast zijn er projectgroepen (PG's) voor specifieke onderwerpen en Special Interest Groups (SIG's), die rapporteren aan de vaste commissies (zie tabel 1). Alle belangstellenden worden uitgenodigd om hun expertise in deze groepen in te brengen.

## Bijeenkomsten
De IHTSDO organiseert periodieke conferenties die toegankelijk zijn voor een internationaal publiek. Over het algemeen wordt gedurende deze conferenties tijd gereserveerd voor commissie bijeenkomsten, projectgroepen en SIG’s, om deze de mogelijkheid te bieden elkaar persoonlijk te ontmoeten om zo toekomstplannen en speerpunten voor het komende jaar vast te stellen. Daarnaast zijn er bijeenkomsten van de lidlanden (Member Forum) en het Affiliate Forum. Het Affiliate Forum is het vertegenwoordigingsplatform van de gebruikers van Snomed CT in die landen die geen lid zijn van IHTSDO. Commissies, PG’s en SIG’s communiceren regelmatig door middel van conference calls en beheren berichten en documenten in hun eigen content management systeem (CMS).

## Strategische keuzes
De algemene visie van de IHTSDO is vastgelegd in de statuten. In 2008 heeft de GA en de Management Board afgesproken dat de focus van de organisatie voor de komende 3-5 jaar zou moeten liggen op het verbreden van het gebruik van SNOMED CT, zowel binnen als tussen de gezondheidsinformatiesystemen, landen en beroepen.
"Strategische keuzes tot 2015 ” beschrijft de IHTSDO plannen tot 2015. Om de implementatie van de strategische keuzes te waarborgen, ontwikkelt elke vaste commissie een jaarlijks actieplan op hun aandachts- en verantwoordelijkheidsgebied.
De IHTSDO richt zich op interoperabiliteit en samenwerking tussen haar eigen terminologieproducten en de terminologieproducten en standaarden zoals deze geproduceerd worden door andere internationale standaardontwikkelorganisaties. In dit kader zijn samenwerkingsorganen, bestaand uit IHTSDO vertegenwoordigers en vertegenwoordigers van andere standaardontwikkelorganisaties opgericht. Voorbeelden zijn HL7, ICN, IEEE, LOINC & NPU, openEHR, WHO, en WONCA. Voor elke samenwerkingsverband, streeft de IHTSDO ernaar om een overeenkomst te ondertekenen waarin een beschrijving van een agenda en de doelstellingen van het samenwerkingsproces zijn beschreven.

## Documentatie
Ter ondersteuning van de implementatie van SNOMED CT is een aantal documenten ontwikkeld door de IHTSDO. Deze variëren van een gebruikershandleiding tot een technische implementatie handleidingen en enkele educatieve documenten en video’s. De documenten zijn beschikbaar via de publieke website en enkele onderdelen zoals de video’s kunnen gevonden worden via YouTube. Landen die lid zijn leveren ook een bijdrage in het publieke domein en documenten, welke vaak gevonden kunnen worden op individuele sites van deze landen.

## Hoofdkantoor
Het hoofdkantoor van IHTSDO bevindt zich in het centrum van Kopenhagen (Gammeltorv 4, 1. 1457 Kopenhagen K, Denemarken).